# Banyubiru (Negara)
Banyubiru is een bestuurslaag in het regentschap Jembrana van de provincie Bali, Indonesië. Banyubiru telt 8394 inwoners (volkstelling 2010).